# Синюха (приток Нерли)
Синюха (Булгаковка) (устар. Гуляка) — река в России, протекает по Ивановской области. Устье реки находится в 82 км от устья Нерли по левому берегу, в Гаврилово-Посадском районе. Исток реки — в лесах Тейковского района Ивановской области. Длина реки составляет 14 км. Не судоходна.
Имеет приток — реку Болонья (левый).

## Данные водного реестра
По данным государственного водного реестра России относится к Окскому бассейновому округу, водохозяйственный участок реки — Нерль от истока и до устья, речной подбассейн реки — бассейны притоков Оки от Мокши до впадения в Волгу. Речной бассейн реки — Ока.
Код объекта в государственном водном реестре — 09010300812110000032586.